# Championnats d'Amérique du Sud d'athlétisme 1919
Navigation
Édition suivante
Les 1ers Championnats d'Amérique du Sud d'athlétisme ont eu lieu en 1919 à Montevideo.
Seuls deux pays participaient à cette première édition : l'Uruguay, pays hôte, et le Chili.

## Résultats

### Hommes
| Épreuves                   | Or                                      | Argent                                  | Bronze                               |
| -------------------------- | --------------------------------------- | --------------------------------------- | ------------------------------------ |
| 100 mètres                 | Henry Bowles (URU) 11 s 8               | Marcelo Uranga (CHI) 12 s 0             | Ricardo Müller (CHI) 12 s 1          |
| 200 mètres                 | Isabelino Gradín (URU) 23 s 2           | Julio Gorlero (URU) 23 s 4              | Ricardo Müller (CHI) 23 s 8          |
| 400 mètres                 | Isabelino Gradín (URU) 52 s 4           | Armando Camus (CHI) 53 s 0              | Carlos Stevens (CHI) 54 s 6          |
| 800 mètres                 | Juan Campos (URU) 2 min 04 s 8          | Armando Camus (CHI) 2 min 06 s 4        | Carlos Stevens (CHI) 2 min 07 s 0    |
| 1 500 mètres               | Juan Baeza (CHI) 4 min 29 s 8           | Manuel Moraga (CHI) 4 min 30 s 0        | Enrique Calderón (CHI) 4 min 31 s 4  |
| 10 000 mètres              | Gilberto Martínez (URU) 33 min 57 s 0   | Juan Baeza (CHI) 34 min 41 s 2          | Enrique Calderón (CHI) 34 min 55 s 6 |
| 110 mètres haies           | Harold Rosenqvist (CHI) 17 s 0          | Julio Kilián (CHI) 17 s 2               | Adolfo Reccius (CHI) 18 s 0          |
| 200 mètres haies           | Julio Kilián (CHI) 27 s 2               | Adolfo Reccius (CHI) ?? s               | Harold Rosenqvist (CHI) 28 s 0       |
| 400 mètres haies           | Julio Kilián (CHI) 59 s 2               | Adolfo Reccius (CHI) 61 s 4             | Andrés Mazzali (URU) 62 s 0          |
| Saut en hauteur            | Carlos Patiño (athlétisme) (URU) 1,72 m | Hernán Orrego (CHI) 1,70 m              | Arturo Filloy (URU) 1,68 m           |
| Saut en hauteur sans élan  | Carlos Patiño (athlétisme) (URU) 1,40 m | Carlos Fernández (URU) 1,38 m           | Arturo Filloy (URU) 1,38 m           |
| Saut à la perche           | Eugen Fonck (CHI) 3,20 m                | José Amejeiras (URU) 3,15 m             | Héctor Berruti (URU) 3,15 m          |
| Saut en longueur           | Ricardo Müller (CHI) 6,68 m             | Adolfo Reccius (CHI) 6,53 m             | Ricardo Filloy (URU) 6,47 m          |
| Saut en longueur sans élan | Hugo Krumm (CHI) 3,07 m                 | Carlos Patiño (athlétisme) (URU) 2,95 m | Ernesto Ramón (URU) 2,905 m          |
| Lancer de poids            | Teodoro Scheihing (CHI) 11,47 m         | Víctor Zaragoza (URU) 11,215 m          | Harold Rosenqvist (CHI) 10,95 m      |
| Lancer de disque           | Alberto Warncken (CHI) 35,80 m          | Leonardo de Lucca (URU) 33,68 m         | Fernando Capellini (URU) 33,435 m    |
| Lancer de marteau          | Leonardo de Lucca (URU) 32,57 m         | Evaldo Homberg (CHI) 31,965 m           | Teodoro Scheihing (CHI) 30,395 m     |
| Lancer de javelot          | Arturo Medina (CHI) 45,95 m             | Fernando Capellini (URU) 43,27 m        | Evaldo Homberg (CHI) 40,50 m         |
| Relais 4 × 400 mètres      | Chili 3 min 39 s 0                      | Uruguay 3 min 39 s 4                    |                                      |

### Femmes
Les épreuves féminines ne débuteront pas avant 1939

## Tableau des médailles
| Rang | Nation  | Or | Argent | Bronze | Total |
| ---- | ------- | -- | ------ | ------ | ----- |
| 1    | Chili   | 11 | 11     | 11     | 33    |
| 2    | Uruguay | 8  | 8      | 7      | 23    |

Le Chili marque donc 67 points, et l'Uruguay 45 (résultats issus de gbrathletics).